# Circuit féminin de l'ITF 2015
Pour un article plus général, voir Circuit féminin de l'ITF.
Le circuit féminin de l'ITF 2015 est la saison 2015 du circuit de tennis féminin organisé par l'ITF. Il représente l'échelon inférieur du circuit professionnel, derrière le WTA Tour. Les tournois qui le composent sont dotés de 10 000 à 100 000 $ et incluent ou non l'hébergement.

## Résultats
| 100 000 $ et 100 000 $ +H |
| 75 000 $ et 75 000 $ +H   |
| 50 000 $ et 50 000 $ +H   |
| 25 000 $ et 25 000 $ +H   |
| 15 000 $                  |
| 10 000 $                  |

### Janvier
| Date        | Lieu du tournoi                    | Surface      | ($)    | Vainqueur              | Finaliste           |
| ----------- | ---------------------------------- | ------------ | ------ | ---------------------- | ------------------- |
| 29 décembre | Hong Kong                          | Dur          | 10 000 | Mizuno Kijima          | Akiko Omae          |
| 5 janvier   | Hong Kong                          | Dur          | 50 000 | Misaki Doi             | Zhang Kailin        |
| 5 janvier   | Antalya                            | Terre battue | 10 000 | Anne Schäfer           | Elke Tiel           |
| 12 janvier  | Plantation                         | Terre battue | 25 000 | Sachia Vickery         | Samantha Crawford   |
| 12 janvier  | Charm el-Cheikh                    | Dur          | 10 000 | Katharina Lehnert      | Eva Wacanno         |
| 12 janvier  | Fort-de-France (Martinique)        | Dur          | 10 000 | Gloria Liang           | Alexa Graham        |
| 12 janvier  | Stuttgart                          | Dur (int.)   | 10 000 | Antonia Lottner        | Pemra Özgen         |
| 12 janvier  | El-Kantaoui                        | Dur          | 10 000 | Myrtille Georges       | Estelle Cascino     |
| 12 janvier  | Antalya                            | Terre battue | 10 000 | Petra Uberalová        | Anne Schäfer        |
| 19 janvier  | Daytona Beach                      | Terre battue | 25 000 | Daria Kasatkina        | Elise Mertens       |
| 19 janvier  | Charm el-Cheikh                    | Dur          | 10 000 | Aleksandrina Naydenova | Pia König           |
| 19 janvier  | Saint-Martin (Antilles françaises) | Dur          | 10 000 | Usue Maitane Arconada  | Victoria Bosio      |
| 19 janvier  | Kaarst                             | Moquette     | 10 000 | Kateřina Vaňková       | Tamara Korpatsch    |
| 19 janvier  | Aktobe                             | Dur (int.)   | 10 000 | Eva Wacanno            | Polina Vinogradova  |
| 19 janvier  | El-Kantaoui                        | Dur          | 10 000 | Isabella Shinikova     | Sandra Samir        |
| 19 janvier  | Antalya                            | Terre battue | 10 000 | Sofia Kvatsabaia       | Alice Bacquié       |
| 26 janvier  | Andrézieux-Bouthéon                | Dur (int.)   | 25 000 | Margarita Gasparyan    | Elitsa Kostova      |
| 26 janvier  | Sunrise                            | Terre battue | 25 000 | Sachia Vickery         | Sara Sorribes Tormo |
| 26 janvier  | Charm el-Cheikh                    | Dur          | 10 000 | Anastasija Sevastova   | Yuuki Tanaka        |
| 26 janvier  | Petit-Bourg (Guadeloupe)           | Dur          | 10 000 | Shérazad Reix          | Nicole Frenkel      |
| 26 janvier  | Aktobe                             | Dur (int.)   | 10 000 | Marta Paigina          | Valeriya Urzhumova  |
| 26 janvier  | Sunderland                         | Dur (int.)   | 10 000 | Amy Bowtell            | Marta Sirotkina     |
| 26 janvier  | El-Kantaoui                        | Dur          | 10 000 | Isabella Shinikova     | Marie Benoît        |
| 26 janvier  | Antalya                            | Terre battue | 10 000 | Iva Mekovec            | Ekaterine Gorgodze  |

### Février
| Date       | Lieu du tournoi       | Surface             | ($)       | Vainqueur              | Finaliste                  |
| ---------- | --------------------- | ------------------- | --------- | ---------------------- | -------------------------- |
| 2 février  | Midland               | Dur (int.)          | 100 000   | Tatjana Maria          | Louisa Chirico             |
| 2 février  | Burnie                | Dur                 | 50 000    | Daria Gavrilova        | Irina Falconi              |
| 2 février  | Grenoble              | Dur (int.)          | 25 000    | Magda Linette          | Tereza Martincová          |
| 2 février  | Glasgow               | Dur (int.)          | 25 000    | Kristýna Plíšková      | Ana Bogdan                 |
| 2 février  | Charm el-Cheikh       | Dur                 | 10 000    | Melanie Klaffner       | Yuuki Tanaka               |
| 2 février  | El-Kantaoui           | Dur                 | 10 000    | Marie Benoît           | Cristina Sánchez Quintanar |
| 2 février  | Antalya               | Terre battue        | 10 000    | Anne Schäfer           | Sofia Kvatsabaia           |
| 9 février  | Launceston            | Dur                 | 50 000    | Daria Gavrilova        | Tereza Mrdeža              |
| 9 février  | São Paulo             | Terre battue        | 25 000    | Laura Pous Tió         | Andreea Mitu               |
| 9 février  | Charm el-Cheikh       | Dur                 | 10 000    | Julia Terziyska        | Anastasia Pribylova        |
| 9 février  | Palma Nova (Majorque) | Terre battue        | 10 000    | Amanda Carreras        | Olga Sáez Larra            |
| 9 février  | Trnava                | Dur (int.)          | 10 000    | Anastasija Sevastova   | Réka-Luca Jani             |
| 9 février  | El-Kantaoui           | Dur                 | 10 000    | Lou Brouleau           | Cristina Sánchez Quintanar |
| 9 février  | Antalya               | Terre battue        | 10 000    | Victoria Kan           | Anne Schäfer               |
| 16 février | Kreuzlingen           | Moquette (int.)     | 50 000    | Olga Govortsova        | Rebecca Šramková           |
| 16 février | Altenkirchen          | Moquette (int.)     | 25 000    | Carina Witthöft        | Antonia Lottner            |
| 16 février | New Delhi             | Dur                 | 25 000    | Magda Linette          | Tadeja Majerič             |
| 16 février | Moscou                | Dur (int.)          | 25 000    | Margarita Gasparyan    | Karine Sarkisova           |
| 16 février | Cuernavaca            | Dur                 | 25 000    | Marcela Zacarías       | Nina Stojanović            |
| 16 février | Surprise              | Dur                 | 25 000    | Sofia Arvidsson        | Sanaz Marand               |
| 16 février | Charm el-Cheikh       | Dur                 | 10 000    | Julia Terziyska        | Anastasia Pribylova        |
| 16 février | Palma Nova (Majorque) | Terre battue        | 10 000    | Amanda Carreras        | Cristina Bucșa             |
| 16 février | El-Kantaoui           | Dur                 | 10 000    | Clothilde de Bernardi  | Lou Brouleau               |
| 16 février | Antalya               | Terre battue        | 10 000    | Sofia Kvatsabaia       | Diana Buzean               |
| 23 février | Saint-Pétersbourg     | Dur (int.)          | 50 000    | Jeļena Ostapenko       | Patricia Maria Țig         |
| 23 février | Beinasco              | Terre battue (int.) | 25 000 +H | Kristína Kučová        | Barbora Krejčíková         |
| 23 février | Aurangabad            | Terre battue        | 25 000    | Dalila Jakupović       | Han Xinyun                 |
| 23 février | Campinas              | Terre battue        | 25 000    | Andreea Mitu           | Olivia Rogowska            |
| 23 février | Rancho Santa Fe       | Dur                 | 25 000    | Catherine Bellis       | Maria Sanchez              |
| 23 février | Clare                 | Dur                 | 15 000    | Jang Su-jeong          | Pia Konig                  |
| 23 février | Charm el-Cheikh       | Dur                 | 10 000    | Nudnida Luangnam       | Aminat Kushkova            |
| 23 février | Mâcon                 | Dur (int.)          | 10 000    | Sofie Oyen             | Céline Ghesquière          |
| 23 février | Palma Nova (Majorque) | Terre battue        | 10 000    | Yvonne Cavalle-Reimers | Joséphine Boualem          |
| 23 février | El-Kantaoui           | Dur                 | 10 000    | Kristína Schmiedlová   | Tereza Malíková            |
| 23 février | Antalya               | Terre battue        | 10 000    | Diana Buzean           | Berfu Cengiz               |

### Mars
| Date    | Lieu du tournoi          | Surface             | ($)    | Vainqueur              | Finaliste                  |
| ------- | ------------------------ | ------------------- | ------ | ---------------------- | -------------------------- |
| 2 mars  | Curitiba                 | Terre battue        | 25 000 | Lourdes Domínguez Lino | Danka Kovinić              |
| 2 mars  | Port Pirie               | Dur                 | 15 000 | Han Na-lae             | Jang Su-jeong              |
| 2 mars  | Jiangmen                 | Dur                 | 10 000 | Emma Flood             | Tang Haochen               |
| 2 mars  | Charm el-Cheikh          | Dur                 | 10 000 | Vera Lapko             | Markéta Vondroušová        |
| 2 mars  | Solarino                 | Dur                 | 10 000 | Irina Ramialison       | Martina Caregaro           |
| 2 mars  | El-Kantaoui              | Dur                 | 10 000 | Chanel Simmonds        | Cristina Sánchez Quintanar |
| 2 mars  | Antalya                  | Terre battue        | 10 000 | Cristina Dinu          | Réka-Luca Jani             |
| 9 mars  | Mildura                  | Dur                 | 15 000 | Alison Bai             | Kimberly Birrell           |
| 9 mars  | São José dos Campos      | Terre battue        | 10 000 | Nadia Podoroska        | Victoria Bosio             |
| 9 mars  | Jiangmen                 | Dur                 | 10 000 | Chang Kai-Chen         | Zhao Di                    |
| 9 mars  | Charm el-Cheikh          | Dur                 | 10 000 | Nudnida Luangnam       | Melanie Klaffner           |
| 9 mars  | Amiens                   | Terre battue (int.) | 10 000 | Olga Ianchuk           | Alizé Lim                  |
| 9 mars  | Solarino                 | Dur                 | 10 000 | Cristiana Ferrando     | Irina Ramialison           |
| 9 mars  | El-Kantaoui              | Dur                 | 10 000 | Clothilde de Bernardi  | Cristina Sánchez Quintanar |
| 9 mars  | Antalya                  | Terre battue        | 10 000 | Victoria Kan           | Anne Schäfer               |
| 9 mars  | Gainesville              | Terre battue        | 10 000 | Katerina Stewart       | Sofia Kenin                |
| 16 mars | Irapuato                 | Dur                 | 25 000 | Alexa Glatch           | Renata Voráčová            |
| 16 mars | Séville                  | Terre battue        | 25 000 | Olga Govortsova        | Maryna Zanevska            |
| 16 mars | Ribeirão Preto           | Terre battue        | 10 000 | Valeriya Strakhova     | Fernanda Brito             |
| 16 mars | Jiangmen                 | Dur                 | 10 000 | Liu Chang              | Harriet Dart               |
| 16 mars | Kōfu                     | Dur                 | 10 000 | Miki Miyamura          | Aiko Yoshitomi             |
| 16 mars | Charm el-Cheikh          | Dur                 | 10 000 | Katie Swan             | Julia Terziyska            |
| 16 mars | Gonesse                  | Terre battue (int.) | 10 000 | Olga Ianchuk           | Michaela Hončová           |
| 16 mars | Solarino                 | Dur                 | 10 000 | Dalma Gálfi            | Gloria Liang               |
| 16 mars | Oslo                     | Dur (int.)          | 10 000 | Pemra Özgen            | Justyna Jegiołka           |
| 16 mars | El-Kantaoui              | Dur                 | 10 000 | Myrtille Georges       | Isabella Shinikova         |
| 16 mars | Antalya                  | Dur                 | 10 000 | Alyona Sotnikova       | Barbara Haas               |
| 16 mars | Orlando                  | Terre battue        | 10 000 | Claire Liu             | Fanny Stollár              |
| 23 mars | Quanzhou                 | Dur                 | 50 000 | Elizaveta Kulichkova   | Jeļena Ostapenko           |
| 23 mars | Palm Harbor              | Terre battue        | 25 000 | Katerina Stewart       | Maryna Zanevska            |
| 23 mars | Mornington               | Terre battue        | 15 000 | Priscilla Hon          | Sandra Zaniewska           |
| 23 mars | Bangkok                  | Dur                 | 15 000 | Jang Su-jeong          | Miyabi Inoue               |
| 23 mars | São José do Rio Preto    | Dur                 | 10 000 | Katarzyna Kawa         | Nadia Podoroska            |
| 23 mars | Nishitama                | Dur                 | 10 000 | Hsu Ching-wen          | Kyōka Okamura              |
| 23 mars | Charm el-Cheikh          | Dur                 | 10 000 | Aminat Kushkhova       | Julia Terziyska            |
| 23 mars | Le Havre                 | Terre battue (int.) | 10 000 | Alice Matteucci        | Cindy Burger               |
| 23 mars | Héraklion                | Dur                 | 10 000 | Maria Sakkari          | Anastasiya Komardina       |
| 23 mars | Solarino                 | Dur                 | 10 000 | Gioia Barbieri         | Federica Bilardo           |
| 23 mars | Metepec                  | Dur                 | 10 000 | Marcela Zacarías       | Maria Fernanda Alves       |
| 23 mars | El-Kantaoui              | Dur                 | 10 000 | Melanie Stokke         | Lou Brouleau               |
| 23 mars | Antalya                  | Dur                 | 10 000 | Caroline Roméo         | Ioana Loredana Roșca       |
| 30 mars | Croissy-Beaubourg        | Dur (int.)          | 50 000 | Margarita Gasparyan    | Mathilde Johansson         |
| 30 mars | Osprey                   | Terre battue        | 50 000 | Alexa Glatch           | Madison Brengle            |
| 30 mars | Melbourne                | Terre battue        | 15 000 | Zoe Hives              | Sally Peers                |
| 30 mars | Bangkok                  | Dur                 | 15 000 | Chanel Simmonds        | Miyabi Inoue               |
| 30 mars | Manama                   | Dur                 | 10 000 | Fatma Al-Nabhani       | Vivian Heisen              |
| 30 mars | Charm el-Cheikh          | Dur                 | 10 000 | Mariam Bolkvadze       | Lina Gjorcheska            |
| 30 mars | Héraklion                | Dur                 | 10 000 | Maria Sakkari          | Valentíni Grammatikopoúlou |
| 30 mars | Santa Margherita di Pula | Terre battue        | 10 000 | Georgia Brescia        | Alice Balducci             |
| 30 mars | Dehradun                 | Dur                 | 10 000 | Hsu Ching-wen          | Nungnadda Wannasuk         |
| 30 mars | El-Kantaoui              | Dur                 | 10 000 | Mihaela Buzărnescu     | Lou Brouleau               |
| 30 mars | Antalya                  | Dur                 | 10 000 | Alyona Sotnikova       | Caroline Roméo             |

### Avril
| Date     | Lieu du tournoi          | Surface      | ($)       | Vainqueur                 | Finaliste                  |
| -------- | ------------------------ | ------------ | --------- | ------------------------- | -------------------------- |
| 6 avril  | Medellín                 | Terre battue | 50 000 +H | Teliana Pereira           | Verónica Cepede Royg       |
| 6 avril  | Barnstaple               | Dur (int.)   | 25 000    | Kristýna Plíšková         | Nina Zander                |
| 6 avril  | Ahmedabad                | Dur          | 25 000    | Anastasija Sevastova      | Ankita Raina               |
| 6 avril  | Karchi                   | Dur          | 25 000    | Sabina Sharipova          | Ksenia Lykina              |
| 6 avril  | Chiasso                  | Terre battue | 25 000    | Réka-Luca Jani            | Alexandra Cadanțu          |
| 6 avril  | Jackson                  | Terre battue | 25 000    | Anhelina Kalinina         | Johanna Konta              |
| 6 avril  | Dijon                    | Dur (int.)   | 15 000    | Jana Fett                 | Marianna Zakarlyuk         |
| 6 avril  | Santiago                 | Terre battue | 15 000    | Fernanda Brito            | Nadia Podoroska            |
| 6 avril  | León                     | Dur          | 15 000    | Danielle Lao              | Aleksandrina Naydenova     |
| 6 avril  | Le Caire                 | Terre battue | 10 000    | Naomi Totka               | Anna Morgina               |
| 6 avril  | Héraklion                | Dur          | 10 000    | Viktória Kužmová          | Valentíni Grammatikopoúlou |
| 6 avril  | Santa Margherita di Pula | Terre battue | 10 000    | Irina Maria Bara          | Stefania Rubini            |
| 6 avril  | El-Kantaoui              | Dur          | 10 000    | Mihaela Buzărnescu        | Natalija Šipek             |
| 6 avril  | Antalya                  | Dur          | 10 000    | Lu Jiajing                | Anna Kalinskaya            |
| 13 avril | Pelham                   | Terre battue | 25 000    | Anhelina Kalinina         | Laura Siegemund            |
| 13 avril | Le Caire                 | Terre battue | 10 000    | Tereza Mihalíková         | Dea Herdželaš              |
| 13 avril | Héraklion                | Dur          | 10 000    | Raluca Georgiana Serban   | Cristina Sánchez Quintanar |
| 13 avril | Santa Margherita di Pula | Terre battue | 10 000    | Nastassja Burnett         | Alice Balducci             |
| 13 avril | Ponta Delgada (Açores)   | Dur          | 10 000    | Julie Coin                | Georgina García Pérez      |
| 13 avril | El-Kantaoui              | Dur          | 10 000    | Kathinka Von Deichmann    | Sadafmoh Tolibova          |
| 13 avril | Antalya                  | Dur          | 10 000    | Silvia Njirić             | Lu Jiajing                 |
| 20 avril | Istanbul                 | Dur          | 50 000    | Shahar Peer               | Kristýna Plíšková          |
| 20 avril | Dotham                   | Terre battue | 50 000    | Louisa Chirico            | Katerina Stewart           |
| 20 avril | Shenzhen                 | Dur          | 25 000    | Hsieh Su-Wei              | Yang Zhaoxuan              |
| 20 avril | Santa Margherita di Pula | Terre battue | 25 000    | Anne Schäfer              | Alizé Lim                  |
| 20 avril | Le Caire                 | Terre battue | 15 000    | Katarzyna Kawa            | Amanda Carreras            |
| 20 avril | Guadalajara              | Dur          | 15 000    | Marcela Zacarías          | Victoria Rodríguez         |
| 20 avril | Dakar                    | Terre battue | 15 000    | Kinnie Laisné             | Clothilde de Bernardi      |
| 20 avril | Bol                      | Terre battue | 10 000    | Gabriela Pantůčková       | Iva Mekovec                |
| 20 avril | Héraklion                | Dur          | 10 000    | Raluca Georgiana Serban   | Anna Bondár                |
| 20 avril | Chimkent                 | Terre battue | 10 000    | Ksenia Palkina            | Ksenija Sharifova          |
| 20 avril | Ponta Delgada (Açores)   | Dur          | 10 000    | Georgina García Pérez     | Kelly Versteeg             |
| 20 avril | El-Kantaoui              | Dur          | 10 000    | Valeria Prosperi          | Janneke Wikkerink          |
| 27 avril | Gifu                     | Dur          | 75 000    | Zheng Saisai              | Naomi Osaka                |
| 27 avril | Charlottesville          | Terre battue | 50 000    | Allie Kiick               | Katerina Stewart           |
| 27 avril | Nanning                  | Dur          | 25 000    | Hsieh Su-Wei              | Jang Su-jeong              |
| 27 avril | Wiesbaden                | Terre battue | 25 000    | Anastasija Sevastova      | Tereza Martincová          |
| 27 avril | Santa Margherita di Pula | Terre battue | 25 000    | Elise Mertens             | Yvonne Cavallé Reimers     |
| 27 avril | Villa del Dique          | Terre battue | 10 000    | Fernanda Brito            | Guadalupe Pérez Rojas      |
| 27 avril | Charm el-Cheikh          | Dur          | 10 000    | Nuria Párrizas Díaz       | Anastasia Grymalska        |
| 27 avril | Héraklion                | Dur          | 10 000    | Fatma Al-Nabhani          | Tayisiya Morderger         |
| 27 avril | Chimkent                 | Terre battue | 10 000    | Valeriya Urzhumova        | Alena Tarasova             |
| 27 avril | Antalya                  | Dur          | 10 000    | Nicoleta-Cătălina Dascălu | Camila Fuentes             |

### Mai
| Date   | Lieu du tournoi          | Surface      | ($)       | Vainqueur                    | Finaliste                    |
| ------ | ------------------------ | ------------ | --------- | ---------------------------- | ---------------------------- |
| 4 mai  | Cagnes-sur-Mer           | Terre battue | 100 000   | Carina Witthöft              | Tatjana Maria                |
| 4 mai  | Trnava                   | Terre battue | 100 000   | Danka Kovinić                | Margarita Gasparyan          |
| 4 mai  | Anning                   | Terre battue | 75 000    | Zheng Saisai                 | Han Xinyun                   |
| 4 mai  | Indian Harbour Beach     | Terre battue | 50 000 +H | Katerina Stewart             | Louisa Chirico               |
| 4 mai  | Fukuoka                  | Gazon        | 50 000    | Kristýna Plíšková            | Nao Hibino                   |
| 4 mai  | Tunis                    | Terre battue | 50 000    | María Irigoyen               | Cindy Burger                 |
| 4 mai  | Ciudad Obregón           | Dur          | 15 000    | Marcela Zacarías             | Vojislava Lukić              |
| 4 mai  | Villa María              | Terre battue | 10 000    | Fernanda Brito               | Julieta Lara Estable         |
| 4 mai  | Bol                      | Terre battue | 10 000    | Tena Lukas                   | Tamara Zidanšek              |
| 4 mai  | Charm el-Cheikh          | Dur          | 10 000    | Nadja Gilchrist              | Nuria Párrizas Díaz          |
| 4 mai  | Mytilène                 | Dur          | 10 000    | Julia Stamatova              | Ksenia Gaydarzhi             |
| 4 mai  | Ashkelon                 | Dur          | 10 000    | Saray Sterenbach             | Deniz Khazaniuk              |
| 4 mai  | Santa Margherita di Pula | Terre battue | 10 000    | Bianca Turati                | Aliona Bolsova Zadoinov      |
| 4 mai  | Puszczykowo              | Dur          | 10 000    | Sofia Kvatsabaia             | Natalia Siedliska            |
| 4 mai  | Båstad                   | Terre battue | 10 000    | Laura Schäder                | Kajsa Rinaldo Persson        |
| 4 mai  | Antalya                  | Dur          | 10 000    | Viktória Kužmová             | Alyona Sotnikova             |
| 11 mai | Saint-Gaudens            | Terre battue | 50 000 +H | María Teresa Torró Flor      | Jana Čepelová                |
| 11 mai | Kurume                   | Gazon        | 50 000    | Nao Hibino                   | Eri Hozumi                   |
| 11 mai | La Marsa                 | Terre battue | 25 000    | Romina Oprandi               | Anastasija Sevastova         |
| 11 mai | Raleigh                  | Terre battue | 25 000    | Julia Boserup                | Samantha Crawford            |
| 11 mai | Bol                      | Terre battue | 10 000    | Anastasiya Komardina         | Lina Gjorcheska              |
| 11 mai | Charm el-Cheikh          | Dur          | 10 000    | Julia Terziyska              | Nadja Gilchrist              |
| 11 mai | Nashik                   | Terre battue | 10 000    | Hsu Ching-wen                | Sri Peddi Reddy              |
| 11 mai | Acre                     | Dur          | 10 000    | Deniz Khazaniuk              | Ofri Lankri                  |
| 11 mai | Santa Margherita di Pula | Terre battue | 10 000    | Martina Trevisan             | Ulrikke Eikeri               |
| 11 mai | Zielona Góra             | Terre battue | 10 000    | Markéta Vondroušová          | Natela Dzalamidze            |
| 11 mai | Monzón                   | Dur          | 10 000    | Georgina García Pérez        | Cristina Sánchez Quintanar   |
| 11 mai | Båstad                   | Terre battue | 10 000    | Kajsa Rinaldo Persson        | Valeria Prosperi             |
| 11 mai | Antalya                  | Dur          | 10 000    | Ksenia Palkina               | Melis Sezer                  |
| 18 mai | Wuhan                    | Dur          | 50 000    | Zhang Yuxuan                 | Liu Chang                    |
| 18 mai | Séoul                    | Dur          | 50 000    | Riko Sawayanagi              | Jang Su-jeong                |
| 18 mai | Caserte                  | Terre battue | 25 000    | Daria Kasatkina              | İpek Soylu                   |
| 18 mai | Karuizawa                | Gazon        | 25 000    | Miyu Kato                    | Makoto Ninomiya              |
| 18 mai | Bol                      | Terre battue | 10 000    | Anastasiya Komardina         | Lina Gjorcheska              |
| 18 mai | Charm el-Cheikh          | Dur          | 10 000    | Julia Terziyska              | Naomi Cavaday                |
| 18 mai | Bhopal                   | Dur          | 10 000    | Sharrmadaa Baluu             | Sowjanya Bavisetti           |
| 18 mai | Tarakan                  | Dur (int.)   | 10 000    | Lee Pei-chi                  | Rifanty Kahfiani             |
| 18 mai | Netanya                  | Dur          | 10 000    | Deniz Khazaniuk              | Ofri Lankri                  |
| 18 mai | Szczawno-Zdrój           | Terre battue | 10 000    | Martina Borecká              | Jesika Malečková             |
| 18 mai | Sibiu                    | Terre battue | 10 000    | Anna Bondár                  | Mădălina Gojnea              |
| 18 mai | Velenje                  | Terre battue | 10 000    | Stefania Rubini              | Eva Zagorac                  |
| 18 mai | Bangkok                  | Dur          | 10 000    | Nicha Lertpitaksinchai       | Peangtarn Plipuech           |
| 18 mai | Antalya                  | Dur          | 10 000    | María-Fernanda Álvarez Terán | Anna Brogan                  |
| 25 mai | Xuzhou                   | Dur          | 50 000    | Luksika Kumkhum              | Chang Kai-Chen               |
| 25 mai | Balikpapan               | Dur          | 25 000    | Lu Jiajing                   | Miyu Kato                    |
| 25 mai | Changwon                 | Dur          | 25 000    | Kristie Ahn                  | Lee Ye-ra                    |
| 25 mai | Grado                    | Terre battue | 25 000    | Katarzyna Piter              | Kristína Schmiedlová         |
| 25 mai | Moscou                   | Terre battue | 25 000    | Polina Vinogradova           | Carolin Daniels              |
| 25 mai | Maribor                  | Terre battue | 25 000    | Maria Sakkari                | Rebecca Peterson             |
| 25 mai | Bol                      | Terre battue | 10 000    | Tena Lukas                   | Nina Alibalić                |
| 25 mai | Charm el-Cheikh          | Dur          | 10 000    | Jacqueline Cabaj Awad        | Alice Matteucci              |
| 25 mai | Galați                   | Terre battue | 10 000    | Fanny Stollár                | Georgia Andreea Crăciun      |
| 25 mai | Bangkok                  | Dur          | 10 000    | Bunyawi Thamchaiwat          | Nungnadda Wannasuk           |
| 25 mai | Antalya                  | Dur          | 10 000    | Irina Maria Bara             | María-Fernanda Álvarez Terán |

### Juin
| Date     | Lieu du tournoi            | Surface      | ($)       | Vainqueur               | Finaliste               |
| -------- | -------------------------- | ------------ | --------- | ----------------------- | ----------------------- |
| 1er juin | Marseille                  | Terre battue | 100 000   | Monica Niculescu        | Pauline Parmentier      |
| 1er juin | Eastbourne                 | Gazon        | 50 000    | Anett Kontaveit         | Alla Kudryavtseva       |
| 1er juin | Brescia                    | Terre battue | 50 000    | Stephanie Vogt          | Andrea Gámiz            |
| 1er juin | Andijan                    | Terre battue | 25 000    | Barbora Štefková        | Veronika Kudermetova    |
| 1er juin | Bol                        | Terre battue | 10 000    | Iva Mekovec             | Anna Zaja               |
| 1er juin | Charm el-Cheikh            | Dur          | 10 000    | Ola Abou Zekry          | Jacqueline Cabaj Awad   |
| 1er juin | Ramat Gan                  | Dur          | 10 000    | Lou Brouleau            | Deniz Khazaniuk         |
| 1er juin | Ariake (Tokyo)             | Dur          | 10 000    | Risa Ushijima           | Vojislava Lukić         |
| 1er juin | Manzanillo                 | Dur          | 10 000    | Giuliana Olmos          | Fernanda Brito          |
| 1er juin | Galați                     | Terre battue | 10 000    | Diana Buzean            | Irina Maria Bara        |
| 1er juin | Kazan                      | Dur          | 10 000    | Daria Mironova          | Anastasia Frolova       |
| 1er juin | Madrid                     | Terre battue | 10 000    | Olga Sáez Larra         | Estrella Cabeza Candela |
| 1er juin | Bangkok                    | Dur          | 10 000    | Kamonwan Buayam         | Nicole Collie           |
| 1er juin | Adana                      | Dur          | 10 000    | Ayla Aksu               | Carla Touly             |
| 1er juin | Bethany Beach              | Terre battue | 10 000    | Sonja Molnar            | Alexa Graham            |
| 8 juin   | Surbiton                   | Gazon        | 50 000    | Vitalia Diatchenko      | Naomi Osaka             |
| 8 juin   | Minsk                      | Terre battue | 25 000    | Daria Kasatkina         | Ganna Poznikhirenko     |
| 8 juin   | Essen                      | Terre battue | 25 000    | Pauline Parmentier      | Viktorija Golubic       |
| 8 juin   | Padoue                     | Terre battue | 25 000    | Paula Ormaechea         | Réka-Luca Jani          |
| 8 juin   | Kashiwa                    | Dur          | 25 000    | Erika Sema              | Riko Sawayanagi         |
| 8 juin   | Goyang                     | Dur          | 25 000    | Lee So-ra               | Risa Ozaki              |
| 8 juin   | Galați                     | Terre battue | 25 000    | Alexandra Cadanțu       | Cristina Dinu           |
| 8 juin   | Namangan                   | Dur          | 25 000    | Nigina Abduraimova      | Anastasiya Komardina    |
| 8 juin   | Banja Luka                 | Terre battue | 10 000    | Tamara Zidanšek         | Marina Kačar            |
| 8 juin   | Anning                     | Terre battue | 10 000    | Gao Xinyu               | Zhao Di                 |
| 8 juin   | Bol                        | Terre battue | 10 000    | Gabriela Pantůčková     | Sally Peers             |
| 8 juin   | Charm el-Cheikh            | Dur          | 10 000    | Alice Matteucci         | Sara Tomic              |
| 8 juin   | Ramat Gan                  | Dur          | 10 000    | Deniz Khazaniuk         | Ofri Lankri             |
| 8 juin   | Antananarivo               | Terre battue | 10 000    | Lilla Barzó             | Jaeda Daniel            |
| 8 juin   | Manzanillo                 | Dur          | 10 000    | Giuliana Olmos          | Gaia Sanesi             |
| 8 juin   | Madrid                     | Terre battue | 10 000    | Aliona Bolsova Zadoinov | Lucía Cervera Vázquez   |
| 8 juin   | Adana                      | Dur          | 10 000    | Lisa Sabino             | Lenka Wienerová         |
| 8 juin   | Charlotte                  | Terre battue | 10 000    | Caroline Price          | Lauren Herring          |
| 15 juin  | Montpellier                | Terre battue | 50 000 +H | Lourdes Domínguez Lino  | Silvia Soler-Espinosa   |
| 15 juin  | Ilkley                     | Gazon        | 50 000    | Anna-Lena Friedsam      | Magda Linette           |
| 15 juin  | Minsk                      | Terre battue | 25 000    | Daria Kasatkina         | Iryna Shymanovich       |
| 15 juin  | Incheon                    | Dur          | 25 000    | Risa Ozaki              | Liu Chang               |
| 15 juin  | Ystad                      | Terre battue | 25 000    | Rebecca Peterson        | Mathilde Johansson      |
| 15 juin  | Sumter                     | Dur          | 25 000    | Mayo Hibi               | Lauren Embree           |
| 15 juin  | Ferghana                   | Dur          | 25 000    | Anastasiya Komardina    | Sabina Sharipova        |
| 15 juin  | Přerov                     | Terre battue | 15 000    | Markéta Vondroušová     | Ekaterina Alexandrova   |
| 15 juin  | Victoria                   | Dur (int.)   | 10 000    | Gail Brodsky            | Naomi Totka             |
| 15 juin  | Anning                     | Terre battue | 10 000    | You Xiaodi              | Sowjanya Bavisetti      |
| 15 juin  | Charm el-Cheikh            | Dur          | 10 000    | Sara Tomic              | Eva Wacanno             |
| 15 juin  | Pantiani                   | Terre battue | 10 000    | Katarina Zavatska       | Julie Razafindranaly    |
| 15 juin  | Grand Baie                 | Dur          | 10 000    | Marie Bouzková          | Lou Brouleau            |
| 15 juin  | Manzanillo                 | Dur          | 10 000    | Daniela Seguel          | Nazari Urbina           |
| 15 juin  | Alkmaar                    | Terre battue | 10 000    | Elyne Boeykens          | Diana Šumová            |
| 15 juin  | Niš                        | Terre battue | 10 000    | Milana Špremo           | Chantal Škamlová        |
| 15 juin  | Tarse                      | Terre battue | 10 000    | Lina Gjorcheska         | Lenka Wienerová         |
| 22 juin  | Périgueux                  | Terre battue | 25 000    | Mathilde Johansson      | Chloé Paquet            |
| 22 juin  | Moscou                     | Terre battue | 25 000    | Irina Khromacheva       | Valentyna Ivakhnenko    |
| 22 juin  | Helsingborg                | Terre battue | 25 000    | Sofia Arvidsson         | Malin Ulvefeldt         |
| 22 juin  | Lenzerheide                | Terre battue | 25 000    | Tereza Martincová       | Nastja Kolar            |
| 22 juin  | Bâton-Rouge                | Dur          | 25 000    | Danielle Lao            | Brooke Austin           |
| 22 juin  | Breda                      | Terre battue | 15 000    | Jesika Malečková        | Sandra Zaniewska        |
| 22 juin  | Anning                     | Terre battue | 10 000    | Gao Xinyu               | Gai Ao                  |
| 22 juin  | Charm el-Cheikh            | Dur          | 10 000    | Nuria Párrizas Díaz     | Sandra Samir            |
| 22 juin  | Telavi                     | Terre battue | 10 000    | Tamara Zidanšek         | Sadafmoh Tolibova       |
| 22 juin  | Rome                       | Terre battue | 10 000    | Lisa Sabino             | Anna Remondina          |
| 22 juin  | Gwangju                    | Dur          | 10 000    | Lee So-ra               | Hong Seung-yeon         |
| 22 juin  | Kaohsiung                  | Dur          | 10 000    | Lee Ya-hsuan            | Hsu Ching-wen           |
| 22 juin  | Grand Baie                 | Dur          | 10 000    | Marie Bouzková          | Jaeda Daniel            |
| 22 juin  | Manzanillo                 | Dur          | 10 000    | Giuliana Olmos          | Nazari Urbina           |
| 22 juin  | Cantanhede                 | Moquette     | 10 000    | Cristiana Ferrando      | Kelly Versteeg          |
| 22 juin  | Prokuplje                  | Terre battue | 10 000    | Alexandra Nancarrow     | Milana Špremo           |
| 22 juin  | Balıkesir                  | Dur          | 10 000    | Başak Eraydın           | Melis Sezer             |
| 29 juin  | Denain                     | Terre battue | 25 000    | Paula Badosa Gibert     | Irina Ramialison        |
| 29 juin  | Stuttgart                  | Terre battue | 25 000    | Risa Ozaki              | Romina Oprandi          |
| 29 juin  | Toruń                      | Terre battue | 25 000    | Kristína Kučová         | Giulia Gatto-Monticone  |
| 29 juin  | El Paso                    | Dur          | 25 000    | Jamie Loeb              | Jennifer Brady          |
| 29 juin  | Zeeland                    | Terre battue | 15 000    | Quirine Lemoine         | Arantxa Rus             |
| 29 juin  | Bruxelles                  | Terre battue | 10 000    | Elyne Boeykens          | Alice Matteucci         |
| 29 juin  | Charm el-Cheikh            | Dur          | 10 000    | Angelina Zhuravleva     | Yana Sizikova           |
| 29 juin  | La Possession (La Réunion) | Dur          | 10 000    | Marie Bouzková          | Ilze Hattingh           |
| 29 juin  | Telavi                     | Terre battue | 10 000    | Tamara Zidanšek         | Szabina Szlavikovics    |
| 29 juin  | Amarante                   | Dur          | 10 000    | Julia Wachaczyk         | Cristiana Ferrando      |
| 29 juin  | Prokuplje                  | Terre battue | 10 000    | Alexandra Nancarrow     | Lilla Barzó             |
| 29 juin  | Sakarya                    | Dur          | 10 000    | Başak Eraydın           | Valeria Prosperi        |

### Juillet
| Date       | Lieu du tournoi         | Surface      | ($)     | Vainqueur               | Finaliste                 |
| ---------- | ----------------------- | ------------ | ------- | ----------------------- | ------------------------- |
| 6 juillet  | Contrexéville           | Terre battue | 100 000 | Alexandra Dulgheru      | Yulia Putintseva          |
| 6 juillet  | Versmold                | Terre battue | 50 000  | Carina Witthöft         | Johanna Larsson           |
| 6 juillet  | Bursa                   | Terre battue | 50 000  | İpek Soylu              | Anastasija Sevastova      |
| 6 juillet  | Turin                   | Terre battue | 25 000  | Alizé Lim               | Dia Evtimova              |
| 6 juillet  | Bangkok                 | Dur          | 25 000  | Wang Qiang              | Zhang Kailin              |
| 6 juillet  | Knokke                  | Terre battue | 10 000  | Polina Leykina          | Sofie Oyen                |
| 6 juillet  | Charm el-Cheikh         | Dur          | 10 000  | Astra Sharma            | Ola Abou Zekry            |
| 6 juillet  | Telavi                  | Terre battue | 10 000  | Anastasia Gasanova      | Amina Anshba              |
| 6 juillet  | Amstelveen              | Terre battue | 10 000  | Bibiane Weijers         | Karen Barbat              |
| 6 juillet  | Iași                    | Terre battue | 10 000  | Anastasia Vdovenco      | Simona Ionescu            |
| 6 juillet  | Getxo                   | Terre battue | 10 000  | Aliona Bolsova Zadoinov | Corinna Dentoni           |
| 13 juillet | Olomouc                 | Terre battue | 50 000  | Barbora Krejčíková      | Petra Cetkovská           |
| 13 juillet | Stockton                | Dur          | 50 000  | Nao Hibino              | An-Sophie Mestach         |
| 13 juillet | Tianjin                 | Dur          | 25 000  | Duan Ying-Ying          | Wang Qiang                |
| 13 juillet | Aschaffenbourg          | Terre battue | 25 000  | Tena Lukas              | Fiona Ferro               |
| 13 juillet | Imola                   | Moquette     | 25 000  | Bernarda Pera           | Shérazad Reix             |
| 13 juillet | Bangkok                 | Dur          | 25 000  | Miyu Kato               | Nigina Abduraimova        |
| 13 juillet | Nieuport                | Terre battue | 10 000  | Sofie Oyen              | Greet Minnen              |
| 13 juillet | Charm el-Cheikh         | Dur          | 10 000  | Ksenia Gaydarzhi        | Julia Jones               |
| 13 juillet | Telavi                  | Terre battue | 10 000  | Anastasia Gasanova      | Ani Amiraghyan            |
| 13 juillet | Bursa                   | Dur          | 10 000  | Isabella Shinikova      | Julieta Lara Estable      |
| 20 juillet | Granby                  | Dur          | 50 000  | Johanna Konta           | Stéphanie Foretz          |
| 20 juillet | Sacramento              | Dur          | 50 000  | Anhelina Kalinina       | An-Sophie Mestach         |
| 20 juillet | Zhengzhou               | Dur          | 25 000  | Wang Yafan              | Duan Ying-Ying            |
| 20 juillet | Darmstadt               | Terre battue | 25 000  | Ysaline Bonaventure     | Dalila Jakupović          |
| 20 juillet | Hong Kong               | Dur          | 15 000  | Ayaka Okuno             | Prerna Bhambri            |
| 20 juillet | Bad Waltersdorf         | Terre battue | 10 000  | Zuzana Zálabská         | Diana Šumová              |
| 20 juillet | Maaseik                 | Terre battue | 10 000  | Natela Dzalamidze       | Catalina Pella            |
| 20 juillet | Charm el-Cheikh         | Dur          | 10 000  | Julia Jones             | Giada Clerici             |
| 20 juillet | Tampere                 | Terre battue | 10 000  | Lilla Barzó             | Karen Barbat              |
| 20 juillet | Les Contamines-Montjoie | Dur          | 10 000  | Shérazad Reix           | Théo Gravouil             |
| 20 juillet | Viserba                 | Terre battue | 10 000  | Alice Balducci          | Marina Shamayko           |
| 20 juillet | Târgu Jiu               | Terre battue | 10 000  | Ioana Loredana Roșca    | Nicoleta-Cătălina Dascălu |
| 20 juillet | Palić                   | Terre battue | 10 000  | Alexandra Nancarrow     | Zuzana Zlochová           |
| 20 juillet | Evansville              | Dur          | 10 000  | Lauren Herring          | Andie Daniell             |
| 27 juillet | Sobota                  | Terre battue | 75 000  | Petra Cetkovská         | Jeļena Ostapenko          |
| 27 juillet | Lexington               | Dur          | 50 000  | Nao Hibino              | Samantha Crawford         |
| 27 juillet | Gatineau                | Dur          | 25 000  | Alexa Glatch            | Bianca Andreescu          |
| 27 juillet | Rome                    | Terre battue | 25 000  | Martina Trevisan        | Lisa Sabino               |
| 27 juillet | Astana                  | Dur          | 25 000  | Natela Dzalamidze       | Ksenia Pervak             |
| 27 juillet | Horb am Neckar          | Terre battue | 15 000  | Jesika Malečková        | Shérazad Reix             |
| 27 juillet | Hong Kong               | Dur          | 15 000  | Lee So-Ra               | Xu Shilin                 |
| 27 juillet | Buenos Aires            | Terre battue | 10 000  | Daniela Seguel          | Ana Sofía Sánchez         |
| 27 juillet | Charm el-Cheikh         | Dur          | 10 000  | Victoria Muntean        | Giada Clerici             |
| 27 juillet | Pärnu                   | Terre battue | 10 000  | Joana Eidukonytė        | Eva Wacanno               |
| 27 juillet | Savitaipale             | Terre battue | 10 000  | Daria Mishina           | Dea Herdželaš             |
| 27 juillet | Târgu Jiu               | Terre battue | 10 000  | Milana Špremo           | Marine Partaud            |
| 27 juillet | Valladolid              | Dur          | 10 000  | María José Luque Moreno | Tessah Andrianjafitrimo   |
| 27 juillet | Tunis                   | Terre battue | 10 000  | Jelena Simić            | Maria Marfutina           |
| 27 juillet | Istanbul                | Dur          | 10 000  | Melis Sezer             | Ayla Aksu                 |
| 27 juillet | Austin                  | Dur          | 10 000  | Francesca Di Lorenzo    | Lauren Herring            |

### Août
| Date    | Lieu du tournoi       | Surface      | ($)     | Vainqueur                   | Finaliste                    |
| ------- | --------------------- | ------------ | ------- | --------------------------- | ---------------------------- |
| 3 août  | Coxyde                | Terre battue | 25 000  | Kiki Bertens                | Myrtille Georges             |
| 3 août  | Plzeň                 | Terre battue | 25 000  | Andrea Hlaváčková           | Barbora Krejčíková           |
| 3 août  | Bad Saulgau           | Terre battue | 25 000  | Romina Oprandi              | Cristina Dinu                |
| 3 août  | Moscou                | Terre battue | 25 000  | Viktoria Kamenskaya         | Başak Eraydın                |
| 3 août  | Buenos Aires          | Terre battue | 10 000  | Daniela Seguel              | Fernanda Brito               |
| 3 août  | Vienne                | Terre battue | 10 000  | Julia Grabher               | Katharina Gerlach            |
| 3 août  | Plovdiv               | Terre battue | 10 000  | Margot Yerolymos            | Alexandra Nancarrow          |
| 3 août  | Charm el-Cheikh       | Dur          | 10 000  | Sandra Samir                | Victoria Muntean             |
| 3 août  | El Espinar            | Dur          | 10 000  | Rocío de la Torre Sánchez   | Clothilde de Bernardi        |
| 3 août  | Tarvisio              | Terre battue | 10 000  | Pia Čuk                     | Georgia Brescia              |
| 3 août  | Târgu Jiu             | Terre battue | 10 000  | Martina Spigarelli          | Irina Fetecău                |
| 3 août  | Tunis                 | Terre battue | 10 000  | Jelena Simić                | Barbara Bonić                |
| 3 août  | Bursa                 | Dur          | 10 000  | Julia Wachaczyk             | Melis Sezer                  |
| 3 août  | Fort Worth            | Dur          | 10 000  | Ulrikke Eikeri              | Frances Altick               |
| 10 août | Prague                | Terre battue | 75 000  | María Teresa Torró Flor     | Denisa Allertová             |
| 10 août | Westende              | Dur          | 25 000  | Mihaela Buzărnescu          | Océane Dodin                 |
| 10 août | Hechingen             | Terre battue | 25 000  | Romina Oprandi              | Ana Bogdan                   |
| 10 août | Landisville           | Dur          | 25 000  | Naomi Broady                | Robin Anderson               |
| 10 août | Innsbruck             | Terre battue | 10 000  | Jessica Pieri               | Iva Primorac                 |
| 10 août | Charm el-Cheikh       | Dur          | 10 000  | Tereza Mihalíková           | Sara Tomic                   |
| 10 août | Las Palmas (Canaries) | Terre battue | 10 000  | Anastasiya Yakimova         | Irene Burillo Escorihuela    |
| 10 août | Chiswick              | Dur          | 10 000  | Katy Dunne                  | Emily Arbuthnott             |
| 10 août | Gimcheon              | Dur          | 10 000  | Lee So-ra                   | Makoto Ninomiya              |
| 10 août | Arad                  | Terre battue | 10 000  | Tamara Zidanšek             | Chantal Škamlová             |
| 10 août | Kazan                 | Terre battue | 10 000  | Viktoria Kamenskaya         | Alena Tarasova               |
| 10 août | Tunis                 | Terre battue | 10 000  | Dea Herdželaš               | Jelena Simić                 |
| 10 août | Bursa                 | Dur          | 10 000  | Ayla Aksu                   | María Fernanda Álvarez Terán |
| 17 août | Vancouver             | Dur          | 100 000 | Johanna Konta               | Kirsten Flipkens             |
| 17 août | Saint-Pétersbourg     | Terre battue | 25 000  | Polina Leykina              | Natalia Vikhlyantseva        |
| 17 août | Wanfercée-Baulet      | Dur          | 15 000  | Elyne Boeykens              | Chloé Paquet                 |
| 17 août | Leipzig               | Terre battue | 15 000  | Valeriya Strakhova          | Jesika Malečková             |
| 17 août | Graz                  | Terre battue | 10 000  | Barbara Haas                | Julia Grabher                |
| 17 août | Vinkovci              | Terre battue | 10 000  | Chantal Škamlová            | Dejana Radanović             |
| 17 août | Charm el-Cheikh       | Dur          | 10 000  | Anastasia Grymalska         | Sara Tomic                   |
| 17 août | Las Palmas (Canaries) | Terre battue | 10 000  | Marta Huqi González Encinas | Anastasiya Shoshyna          |
| 17 août | Gimcheon              | Dur          | 10 000  | Kim Na-ri                   | Kyōka Okamura                |
| 17 août | Oldenzaal             | Terre battue | 10 000  | Valentíni Grammatikopoúlou  | Katharina Lehnert            |
| 17 août | Bucarest              | Terre battue | 10 000  | Diana Buzean                | Cristina Ene                 |
| 17 août | El Kantaoui           | Dur          | 10 000  | Margarita Lazareva          | Yana Sizikova                |
| 17 août | Izmir                 | Dur          | 10 000  | Ayla Aksu                   | Keren Shlomo                 |
| 24 août | Winnipeg              | Dur          | 25 000  | Kristie Ahn                 | Sharon Fichman               |
| 24 août | Woking                | Dur          | 25 000  | Viktorija Golubic           | Katy Dunne                   |
| 24 août | Tsukuba               | Dur          | 25 000  | Lee Ya-hsuan                | Jang Su-jeong                |
| 24 août | Mamaia                | Terre battue | 25 000  | Ana Bogdan                  | Cristina Dinu                |
| 24 août | Brunswick             | Terre battue | 15 000  | Jil Teichmann               | Ekaterina Alexandrova        |
| 24 août | Bagnatica             | Terre battue | 15 000  | Anne Schäfer                | Tamara Zidanšek              |
| 24 août | San Luis Potosí       | Dur          | 15 000  | Victoria Rodríguez          | María Fernanda Álvarez Terán |
| 24 août | Pörtschach            | Terre battue | 10 000  | Julia Grabher               | Marie Bouzková               |
| 24 août | Čakovec               | Terre battue | 10 000  | Nicole Coopersmith          | Gabriela Pantůčková          |
| 24 août | Charm el-Cheikh       | Dur          | 10 000  | Katarina Zavatska           | Ola Abou Zekry               |
| 24 août | Gimcheon              | Dur          | 10 000  | Han Sung-hee                | Kanami Tsuji                 |
| 24 août | Rotterdam             | Terre battue | 10 000  | Chayenne Ewijk              | Valentíni Grammatikopoúlou   |
| 24 août | Koper                 | Terre battue | 10 000  | Julieta Lara Estable        | Dejana Radanović             |
| 24 août | Caslano               | Terre battue | 10 000  | Georgia Brescia             | Eva Wacanno                  |
| 24 août | El Kantaoui           | Dur          | 10 000  | Fatma Al-Nabhani            | Ekaterina Kazionova          |
| 24 août | Antalya               | Dur          | 10 000  | Lou Brouleau                | Melis Sezer                  |
| 31 août | Noto                  | Moquette     | 25 000  | Lee Ya-hsuan                | Kyōka Okamura                |
| 31 août | Barcelone             | Terre battue | 15 000  | Myrtille Georges            | Georgina García Pérez        |
| 31 août | Sankt Pölten          | Terre battue | 10 000  | Pia König                   | Diana Šumová                 |
| 31 août | Engis                 | Terre battue | 10 000  | Katharina Lehnert           | Vivian Heisen                |
| 31 août | Bol                   | Terre battue | 10 000  | Anna Bondár                 | Tena Lukas                   |
| 31 août | Prague                | Terre battue | 10 000  | Patty Schnyder              | Zuzana Luknárová             |
| 31 août | Charm el-Cheikh       | Dur          | 10 000  | Yu Yuanyi                   | Yana Sizikova                |
| 31 août | Kiryat Gat            | Dur          | 10 000  | Deniz Khazaniuk             | Ana Veselinović              |
| 31 août | Duino-Aurisina        | Terre battue | 10 000  | Georgia Brescia             | Vanda Lukács                 |
| 31 août | Yeongwol              | Dur          | 10 000  | You Xiaodi                  | Han Sung-hee                 |
| 31 août | Vrnjačka Banja        | Terre battue | 10 000  | Lina Gjorcheska             | Nina Potočnik                |
| 31 août | El Kantaoui           | Dur          | 10 000  | Manon Arcangioli            | Chiraz Bechri                |
| 31 août | Antalya               | Dur          | 10 000  | Lou Brouleau                | Nina Stojanović              |

### Septembre
| Date         | Lieu du tournoi          | Surface      | ($)       | Vainqueur                          | Finaliste                          |
| ------------ | ------------------------ | ------------ | --------- | ---------------------------------- | ---------------------------------- |
| 7 septembre  | Biarritz                 | Terre battue | 100 000   | Laura Siegemund                    | Romina Oprandi                     |
| 7 septembre  | Sofia                    | Terre battue | 25 000    | Ana Bogdan                         | Viktoria Kamenskaya                |
| 7 septembre  | Batoumi                  | Dur          | 25 000    | Çağla Büyükakçay                   | Alena Tarasova                     |
| 7 septembre  | Alphen-sur-le-Rhin       | Terre battue | 25 000    | Marie Benoît                       | Tena Lukas                         |
| 7 septembre  | Pétange                  | Dur (int.)   | 15 000    | Greet Minnen                       | Michaela Hončová                   |
| 7 septembre  | Bol                      | Terre battue | 10 000    | Anna Bondár                        | Magdaléna Pantůčková               |
| 7 septembre  | Prague                   | Terre battue | 10 000    | Lenka Juríková                     | Katharina Lehnert                  |
| 7 septembre  | Charm el-Cheikh          | Dur          | 10 000    | Victoria Muntean                   | Lu Jiaxi                           |
| 7 septembre  | Hyderabad                | Terre battue | 10 000    | Snehadevi Reddy                    | Sai Chamarthi                      |
| 7 septembre  | Tibériade                | Dur          | 10 000    | Deniz Khazaniuk                    | Naomi Totka                        |
| 7 septembre  | Santa Margherita di Pula | Terre battue | 10 000    | Alice Balducci                     | Carla Touly                        |
| 7 septembre  | Kyoto                    | Dur (int.)   | 10 000    | Sachie Ishizu                      | Yurina Koshino                     |
| 7 septembre  | Yeongwol                 | Dur          | 10 000    | You Xiaodi                         | Zhao Di                            |
| 7 septembre  | El-Kantaoui              | Dur          | 10 000    | Joséphine Boualem                  | Chiraz Bechri                      |
| 7 septembre  | Antalya                  | Dur          | 10 000    | Ksenia Gaydarzhi                   | Fanny Östlund                      |
| 14 septembre | Saint-Malo               | Terre battue | 50 000 +H | Daria Kasatkina                    | Laura Siegemund                    |
| 14 septembre | Dobritch                 | Terre battue | 25 000    | Tamara Zidanšek                    | Polina Leykina                     |
| 14 septembre | Podgorica                | Terre battue | 25 000    | Barbara Haas                       | Doroteja Erić                      |
| 14 septembre | Monterrey                | Dur          | 25 000    | Tereza Mrdeža                      | Alexa Guarachi                     |
| 14 septembre | Redding                  | Dur          | 25 000    | Heidi El Tabakh                    | Shérazad Reix                      |
| 14 septembre | Tlemcen                  | Terre battue | 10 000    | Déborah Kerfs                      | Nora Niedmers                      |
| 14 septembre | Brčko                    | Terre battue | 10 000    | Nina Alibalić                      | Nina Potočnik                      |
| 14 septembre | Bol                      | Terre battue | 10 000    | Melanie Stokke                     | Iva Primorac                       |
| 14 septembre | Charm el-Cheikh          | Dur          | 10 000    | Jaqueline Adina Cristian           | Madrie Le Roux                     |
| 14 septembre | Madrid                   | Dur          | 10 000    | Cristina Sánchez Quintanar         | Ekaterina Yashina                  |
| 14 septembre | Telavi                   | Terre battue | 10 000    | Ekaterine Gorgodze                 | Ani Amiraghyan                     |
| 14 septembre | Hyderabad                | Terre battue | 10 000    | Fatma Al-Nabhani                   | Prerna Bhambri                     |
| 14 septembre | Santa Margherita di Pula | Terre battue | 10 000    | Amanda Carreras                    | Jessica Pieri                      |
| 14 septembre | El-Kantaoui              | Dur          | 10 000    | Magali Kempen                      | Joséphine Boualem                  |
| 14 septembre | Antalya                  | Dur          | 10 000    | Marta Paigina                      | Chantal Škamlová                   |
| 14 septembre | Boutcha                  | Terre battue | 10 000    | Victoria Kan                       | Alexandra Perper                   |
| 21 septembre | Albuquerque              | Dur          | 75 000    | Michaëlla Krajicek                 | Naomi Broady                       |
| 21 septembre | Monterrey                | Dur          | 50 000    | Ysaline Bonaventure                | Montserrat González                |
| 21 septembre | Boutcha                  | Terre battue | 25 000    | Kristína Kučová                    | Alexandra Cadanțu                  |
| 21 septembre | Bangkok                  | Dur          | 15 000    | Hiroko Kuwata                      | Bunyawi Thamchaiwat                |
| 21 septembre | Alger                    | Terre battue | 10 000    | Harmony Tan                        | Amandine Cazeaux                   |
| 21 septembre | San Carlos               | Terre battue | 10 000    | Eduarda Piai                       | Daniela Seguel                     |
| 21 septembre | Varna                    | Terre battue | 10 000    | Isabella Shinikova                 | Irina Maria Bara                   |
| 21 septembre | Bol                      | Terre battue | 10 000    | Iva Primorac                       | Natália Vajdová                    |
| 21 septembre | Brno                     | Terre battue | 10 000    | Tamara Korpatsch                   | Vendula Žovincová                  |
| 21 septembre | Charm el-Cheikh          | Dur          | 10 000    | Viktória Kužmová                   | Freya Christie                     |
| 21 septembre | Madrid                   | Dur          | 10 000    | Katie Swan                         | Cristina Sánchez Quintanar         |
| 21 septembre | Hyderabad                | Terre battue | 10 000    | Fatma Al-Nabhani                   | Rishika Sunkara                    |
| 21 septembre | Solo                     | Dur          | 10 000    | Chayenne Ewijk                     | Lee Pei-chi                        |
| 21 septembre | Santa Margherita di Pula | Terre battue | 10 000    | Jessica Pieri                      | Bianca Turati                      |
| 21 septembre | El-Kantaoui              | Dur          | 10 000    | Caroline Roméo                     | Yana Sizikova                      |
| 21 septembre | Antalya                  | Dur          | 10 000    | Vivien Juhászová                   | Julia Stamatova                    |
| 28 septembre | Zhuhai                   | Dur          | 50 000    | Chang Kai-Chen                     | Zhang Yuxuan                       |
| 28 septembre | Ciudad Victoria          | Dur          | 50 000    | Elise Mertens                      | Amandine Hesse                     |
| 28 septembre | Las Vegas                | Dur          | 50 000    | Michaëlla Krajicek                 | Shelby Rogers                      |
| 28 septembre | Clermont-Ferrand         | Dur (int.)   | 25 000    | Polina Leykina                     | Viktorija Golubic                  |
| 28 septembre | Tweed Heads              | Dur          | 15 000    | Dalma Gálfi                        | Storm Sanders                      |
| 28 septembre | Bangkok                  | Dur          | 15 000    | Kamonwan Buayam                    | Varunya Wongteanchai               |
| 28 septembre | Santa Fe                 | Terre battue | 10 000    | Daniela Seguel                     | María Fernanda Álvarez Terán       |
| 28 septembre | Sozopol                  | Dur          | 10 000    | Isabella Shinikova                 | Margot Yerolymos                   |
| 28 septembre | Charm el-Cheikh          | Dur          | 10 000    | Viktória Kužmová                   | Lu Jiaxi                           |
| 28 septembre | La Vall d'Uixó           | Terre battue | 10 000    | Estrella Cabeza Candela            | Oleksandra Korashvili              |
| 28 septembre | Jakarta                  | Dur          | 10 000    | Kanami Tsuji                       | Chayenne Ewijk                     |
| 28 septembre | Santa Margherita di Pula | Terre battue | 10 000    | Martina Trevisan                   | Anastasia Grymalska                |
| 28 septembre | El-Kantaoui              | Dur          | 10 000    | Valentíni Grammatikopoúlou         | Caroline Roméo                     |
| 28 septembre | Antalya                  | Dur          | 10 000    | Aryna Sabalenka                    | Daiana Negreanu                    |
| 28 septembre | Charleston               | Terre battue | 10 000    | Tournoi annulé à cause de la pluie | Tournoi annulé à cause de la pluie |

### Octobre
| Date       | Lieu du tournoi          | Surface         | ($)       | Vainqueur                    | Finaliste                  |
| ---------- | ------------------------ | --------------- | --------- | ---------------------------- | -------------------------- |
| 5 octobre  | Tampico                  | Dur             | 50 000 +H | Lourdes Domínguez Lino       | Alizé Lim                  |
| 5 octobre  | Kirkland                 | Dur             | 50 000    | Mandy Minella                | Nicole Gibbs               |
| 5 octobre  | Cairns                   | Dur             | 25 000    | Dalma Gálfi                  | Olivia Tjandramulia        |
| 5 octobre  | Sozopol                  | Dur             | 10 000    | Vivian Heisen                | Julia Terziyska            |
| 5 octobre  | Charm el-Cheikh          | Dur             | 10 000    | Jacqueline Cabaj Awad        | Freya Christie             |
| 5 octobre  | Santa Margherita di Pula | Terre battue    | 10 000    | Anne Schäfer                 | Camilla Rosatello          |
| 5 octobre  | Chimkent                 | Terre battue    | 10 000    | Sofia Kvatsabaia             | Julyette Steur             |
| 5 octobre  | El-Kantaoui              | Dur             | 10 000    | Valeriya Strakhova           | Valentíni Grammatikopoúlou |
| 5 octobre  | Antalya                  | Dur             | 10 000    | Aryna Sabalenka              | Nicoleta Dascălu           |
| 5 octobre  | Île de Hilton-Head       | Terre battue    | 10 000    | Alexa Graham                 | Ulrikke Eikeri             |
| 12 octobre | Toowoomba                | Dur             | 25 000    | Misa Eguchi                  | Susanne Celik              |
| 12 octobre | Makinohara               | Gazon           | 25 000    | Katarzyna Kawa               | Riko Sawayanagi            |
| 12 octobre | Rock Hill                | Dur             | 25 000    | Jennifer Brady               | Andrea Gámiz               |
| 12 octobre | São Paulo                | Terre battue    | 10 000    | María Fernanda Álvarez Terán | Laura Pigossi              |
| 12 octobre | Albena                   | Terre battue    | 10 000    | Vivian Zlatanova             | Camelia Hristea            |
| 12 octobre | Charm el-Cheikh          | Dur             | 10 000    | Katharina Lehnert            | Veronica Miroshnichenko    |
| 12 octobre | Melilla                  | Dur             | 10 000    | Estrella Cabeza Candela      | María José Luque Moreno    |
| 12 octobre | Héraklion                | Dur             | 10 000    | Pemra Özgen                  | Fanny Östlund              |
| 12 octobre | Tel Aviv                 | Dur             | 10 000    | Olga Doroshina               | Deniz Khazaniuk            |
| 12 octobre | Santa Margherita di Pula | Terre battue    | 10 000    | Vanda Lukács                 | Lilla Barzó                |
| 12 octobre | Chimkent                 | Terre battue    | 10 000    | Kamila Kerimbayeva           | Ekaterine Gorgodze         |
| 12 octobre | El-Kantaoui              | Dur             | 10 000    | Valeriya Strakhova           | Jessika Ponchet            |
| 12 octobre | Antalya                  | Dur             | 10 000    | Greet Minnen                 | Daiana Negreanu            |
| 19 octobre | Saguenay                 | Dur (int.)      | 50 000    | Jovana Jakšić                | Amra Sadiković             |
| 19 octobre | Suzhou                   | Dur             | 50 000    | Zhang Kailin                 | Duan Ying-Ying             |
| 19 octobre | Joué-lès-Tours           | Dur (int.)      | 50 000    | Olga Fridman                 | Kristýna Plíšková          |
| 19 octobre | Bucaramanga              | Terre battue    | 25 000 +H | Daniela Seguel               | Montserrat González        |
| 19 octobre | Brisbane                 | Dur             | 25 000    | Priscilla Hon                | Kimberly Birrell           |
| 19 octobre | Hamamatsu                | Gazon           | 25 000    | Shuko Aoyama                 | Miyu Kato                  |
| 19 octobre | Florence                 | Dur             | 25 000    | Grace Min                    | Paula Cristina Gonçalves   |
| 19 octobre | Bangkok                  | Dur             | 15 000    | Lu Jiajing                   | Kamonwan Buayam            |
| 19 octobre | Santa Cruz de la Sierra  | Terre battue    | 10 000    | Fernanda Brito               | Melina Ferrero             |
| 19 octobre | Charm el-Cheikh          | Dur             | 10 000    | Jennifer Claffey             | Karola Patricia Bejenaru   |
| 19 octobre | Héraklion                | Dur             | 10 000    | Valentíni Grammatikopoúlou   | Pemra Özgen                |
| 19 octobre | Lucknow                  | Gazon           | 10 000    | Prerna Bhambri               | Rishika Sunkara            |
| 19 octobre | Ramat Ha-Sharon          | Dur             | 10 000    | Marta Paigina                | Deniz Khazaniuk            |
| 19 octobre | Santa Margherita di Pula | Terre battue    | 10 000    | Jessica Pieri                | Nina Stadler               |
| 19 octobre | El-Kantaoui              | Dur             | 10 000    | Magali Kempen                | Kathinka von Deichmann     |
| 19 octobre | Antalya                  | Dur             | 10 000    | Anna Bondár                  | Greet Minnen               |
| 26 octobre | Nankin                   | Dur             | 100 000   | Hsieh Su-Wei                 | Yulia Putintseva           |
| 26 octobre | Poitiers                 | Dur (int.)      | 100 000   | Monica Niculescu             | Pauline Parmentier         |
| 26 octobre | Toronto                  | Dur (int.)      | 50 000    | Tatjana Maria                | Jovana Jakšić              |
| 26 octobre | Macon                    | Dur             | 50 000    | Rebecca Peterson             | Anna Tatishvili            |
| 26 octobre | Istanbul                 | Dur (int.)      | 25 000    | Ivana Jorović                | Jana Fett                  |
| 26 octobre | Bangkok                  | Dur             | 15 000    | Hiroko Kuwata                | Valeriya Strakhova         |
| 26 octobre | Charm el-Cheikh          | Dur             | 10 000    | Emily Arbuthnott             | Lisa Whybourn              |
| 26 octobre | Ismaning                 | Moquette (int.) | 10 000    | Laura-Ioana Andrei           | Adrijana Lekaj             |
| 26 octobre | Héraklion                | Dur             | 10 000    | Valentíni Grammatikopoúlou   | Julia Stamatova            |
| 26 octobre | Raipur                   | Dur             | 10 000    | Rishika Sunkara              | Natasha Palha              |
| 26 octobre | Santa Margherita di Pula | Terre battue    | 10 000    | Corinna Dentoni              | Julia Kimmelmann           |
| 26 octobre | Stockholm                | Dur (int.)      | 10 000    | Emilie Francati              | Melanie Stokke             |
| 26 octobre | El-Kantaoui              | Dur             | 10 000    | Kathinka von Deichmann       | Yana Sizikova              |

### Novembre
| Date        | Lieu du tournoi            | Surface         | ($)       | Vainqueur                 | Finaliste            |
| ----------- | -------------------------- | --------------- | --------- | ------------------------- | -------------------- |
| 2 novembre  | Canberra                   | Dur             | 50 000    | Asia Muhammad             | Eri Hozumi           |
| 2 novembre  | Nantes                     | Dur (int.)      | 50 000    | Mathilde Johansson        | Andreea Mitu         |
| 2 novembre  | Waco                       | Dur             | 50 000    | Viktorija Golubic         | Nicole Gibbs         |
| 2 novembre  | Casablanca                 | Terre battue    | 25 000    | Melanie Klaffner          | Irina Khromacheva    |
| 2 novembre  | Loughborough               | Dur (int.)      | 15 000    | Jana Fett                 | Cristiana Ferrando   |
| 2 novembre  | Stellenbosch               | Dur             | 10 000    | Lesedi Sheya Jacobs       | Luisa Marie Huber    |
| 2 novembre  | Charm el-Cheikh            | Dur             | 10 000    | Anastasia Pribylova       | Kamila Kerimbayeva   |
| 2 novembre  | Vinaròs                    | Terre battue    | 10 000    | Estrella Cabeza Candela   | Noelia Bouzo Zanotti |
| 2 novembre  | Héraklion                  | Dur             | 10 000    | Viktoriya Tomova          | Margot Yerolymos     |
| 2 novembre  | Santa Margherita di Pula   | Terre battue    | 10 000    | Olesya Pervushina         | Anastasia Grymalska  |
| 2 novembre  | Oslo                       | Dur (int.)      | 10 000    | Emma Flood                | Melanie Stokke       |
| 2 novembre  | Stockholm                  | Dur (int.)      | 10 000    | Julie Gervais             | Anastasiya Shoshyna  |
| 2 novembre  | El-Kantaoui                | Dur             | 10 000    | Valeriya Strakhova        | Katharina Hobgarski  |
| 2 novembre  | Antalya                    | Terre battue    | 10 000    | Lina Gjorcheska           | Aleksandra Pospelova |
| 9 novembre  | Dubaï                      | Dur             | 75 000    | Çağla Büyükakçay          | Klára Koukalová      |
| 9 novembre  | Bendigo                    | Dur             | 50 000    | Misa Eguchi               | Hiroko Kuwata        |
| 9 novembre  | Scottsdale                 | Dur             | 50 000    | Samantha Crawford         | Viktorija Golubic    |
| 9 novembre  | Minsk                      | Dur (int.)      | 25 000    | Irina Khromacheva         | Başak Eraydın        |
| 9 novembre  | Équeurdreville-Hainneville | Dur (int.)      | 25 000    | Lesley Kerkhove           | Sofia Shapatava      |
| 9 novembre  | Bath                       | Dur (int.)      | 25 000    | Ana Bogdan                | Ana Vrljić           |
| 9 novembre  | Bratislava                 | Dur (int.)      | 25 000    | Jesika Malečková          | Anhelina Kalinina    |
| 9 novembre  | Stellenbosch               | Dur             | 10 000    | Valeria Bhunu             | Katharina Hering     |
| 9 novembre  | Charm el-Cheikh            | Dur             | 10 000    | Kamila Kerimbayeva        | Ana Veselinović      |
| 9 novembre  | Benicarló                  | Terre battue    | 10 000    | Amanda Carreras           | Diana Šumová         |
| 9 novembre  | Héraklion                  | Dur             | 10 000    | Viktoriya Tomova          | Nina Alibalić        |
| 9 novembre  | Casablanca                 | Terre battue    | 10 000    | Pia Čuk                   | Stefania Rubini      |
| 9 novembre  | El-Kantaoui                | Dur             | 10 000    | Jelena Simić              | Ema Burgić Bucko     |
| 9 novembre  | Antalya                    | Terre battue    | 10 000    | Alisa Kleybanova          | Lina Gjorcheska      |
| 9 novembre  | Caracas                    | Dur             | 10 000    | Catalina Pella            | Julieta Estable      |
| 16 novembre | Ariake (Tokyo)             | Dur             | 100 000   | Zhang Shuai               | Nao Hibino           |
| 16 novembre | Zawada                     | Dur (int.)      | 25 000    | Ivana Jorović             | Mihaela Buzărnescu   |
| 16 novembre | Shrewsbury                 | Dur (int.)      | 25 000    | Océane Dodin              | Freya Christie       |
| 16 novembre | Stellenbosch               | Dur             | 10 000    | Gabriella Taylor          | Naomi Totka          |
| 16 novembre | Castellón de la Plana      | Terre battue    | 10 000    | Irene Burillo Escorihuela | Isabelle Wallace     |
| 16 novembre | Helsinki                   | Moquette (int.) | 10 000    | Alena Tarasova            | Caroline Werner      |
| 16 novembre | Gulbarga                   | Dur             | 10 000    | Prerna Bhambri            | Riya Bhatia          |
| 16 novembre | Casablanca                 | Terre battue    | 10 000    | Corinna Dentoni           | Julia Grabher        |
| 16 novembre | El-Kantaoui                | Dur             | 10 000    | Ema Burgić Bucko          | Anna Kalinskaya      |
| 16 novembre | Antalya                    | Terre battue    | 10 000    | Ekaterine Gorgodze        | Elena Rybakina       |
| 16 novembre | Caracas                    | Dur             | 10 000    | Catalina Pella            | Victoria Bosio       |
| 23 novembre | Toyota                     | Dur             | 75 000 +H | Jana Fett                 | Luksika Kumkhum      |
| 23 novembre | Santiago                   | Terre battue    | 10 000    | Daniela Seguel            | Catalina Pella       |
| 23 novembre | Pereira                    | Terre battue    | 10 000    | Laura Pigossi             | Victoria Bosio       |
| 23 novembre | Le Caire                   | Terre battue    | 10 000    | Naomi Totka               | Helen Ploskina       |
| 23 novembre | Nules                      | Terre battue    | 10 000    | Oleksandra Korashvili     | Andrea Gámiz         |
| 23 novembre | Bîdâr                      | Dur             | 10 000    | Prerna Bhambri            | Natasha Palha        |
| 23 novembre | Ramat Gan                  | Dur             | 10 000    | Barbora Štefková          | Olga Doroshina       |
| 23 novembre | Rabat                      | Terre battue    | 10 000    | Léa Tholey                | Cristina Adamescu    |
| 23 novembre | El-Kantaoui                | Dur             | 10 000    | Isabella Shinikova        | Chiraz Bechri        |
| 23 novembre | Antalya                    | Terre battue    | 10 000    | Anna Bondar               | Alisa Kleybanova     |
| 30 novembre | Santiago                   | Terre battue    | 25 000    | Verónica Cepede Royg      | Anne Schäfer         |
| 30 novembre | Le Caire                   | Terre battue    | 10 000    | Melanie Klaffner          | Naomi Totka          |
| 30 novembre | Ramat Gan                  | Dur             | 10 000    | Deniz Khazaniuk           | Olga Doroshina       |
| 30 novembre | El-Kantaoui                | Dur             | 10 000    | Isabella Shinikova        | Yana Sizikova        |
| 30 novembre | Antalya                    | Terre battue    | 10 000    | Alisa Kleybanova          | Ani Amiraghyan       |

### Décembre
| Date        | Lieu du tournoi | Surface      | ($)    | Vainqueur               | Finaliste              |
| ----------- | --------------- | ------------ | ------ | ----------------------- | ---------------------- |
| 7 décembre  | Le Caire        | Terre battue | 25 000 | Mihaela Buzărnescu      | Valentyna Ivakhnenko   |
| 7 décembre  | Lagos           | Dur          | 25 000 | Tessah Andrianjafitrimo | Tadeja Majerič         |
| 7 décembre  | Hong Kong       | Dur          | 10 000 | Tian Ran                | Emma Laine             |
| 7 décembre  | Indore          | Dur          | 10 000 | Anastasiya Vasylyeva    | Karman Thandi          |
| 7 décembre  | Ortisei         | Dur (int.)   | 10 000 | Georgia Brescia         | Kathinka von Deichmann |
| 7 décembre  | El-Kantaoui     | Dur          | 10 000 | Isabella Shinikova      | Marta Paigina          |
| 7 décembre  | Antalya         | Terre battue | 10 000 | Elena Gabriela Ruse     | Ekaterine Gorgodze     |
| 14 décembre | Ankara          | Dur (int.)   | 50 000 | Ivana Jorović           | Çağla Büyükakçay       |
| 14 décembre | Navi Mumbai     | Dur          | 25 000 | Barbara Haas            | Aryna Sabalenka        |
| 14 décembre | Lagos           | Dur          | 25 000 | Conny Perrin            | Tadeja Majerič         |
| 14 décembre | Bangkok         | Dur          | 25 000 | Kaia Kanepi             | Patty Schnyder         |
| 14 décembre | Hong Kong       | Dur          | 10 000 | Haruka Kaji             | Tori Kinard            |
| 14 décembre | El-Kantaoui     | Dur          | 10 000 | Marta Paigina           | Isabella Shinikova     |
| 21 décembre | Pune            | Dur          | 25 000 | Aryna Sabalenka         | Viktoria Kamenskaya    |
| 21 décembre | Bangkok         | Dur          | 25 000 | Han Na-Lae              | Risa Ozaki             |
| 21 décembre | Hong Kong       | Dur          | 10 000 | Emma Laine              | Chihiro Muramatsu      |
| 21 décembre | Antalya         | Terre battue | 10 000 | Ekaterine Gorgodze      | Ayla Aksu              |